# Franco Uncini
Franco Uncini (ur. 9 marca 1955 roku w Recanati, Prowincja Macerata) – włoski motocyklista.

## Kariera

### 250 cm³
Franco w kategorii 250 cm³ zadebiutował w roku 1976. Dosiadając motocykl Yamahy wystartował w dwóch rundach o GP Holandii oraz Hiszpanii, w których uplasował się w czołowej dziesiątce. Zdobyte punkty sklasyfikowały go na 21. miejscu.
W kolejnym sezonie ścigał się na maszynie Harleya Davidsona. Włoch walczył o tytuł mistrzowski, jednak ostatecznie musiał uznać wyższość rodaka Mario Legi. Wystąpiwszy w siedmiu wyścigach, czterokrotnie stanął na podium, będąc przy tym dwukrotnie na najwyższym stopniu. Zarówno w GP Narodów, jak i GP Czech Uncini startował z pole position.
W 1977 roku Franco powrócił do jazdy na Yamasze po tym, jak popadł w konflikt z zespołowym partnerem Walterem Villą. Włoch wystartował w pięciu eliminacji, plasując się w trzech w czołowej trójce. W klasyfikacji generalnej znalazł się na 8. pozycji.

### 350 cm³
Wyścig o GP Narodów w kategorii 350 cm³ był pierwszym startem Unciniego w MMŚ. Włoch (na maszynie Yamahy) spisał się znakomicie, kończąc zmagania na drugim miejscu. Franco wystartował jeszcze w dwóch eliminacjach, zajmując najniższy stopień podium w GP Hiszpanii. Uzyskane punkty pozwoliły mu zająć 9. lokatę w końcowej klasyfikacji.
Rok później Uncini zaliczył dwie rundy, rozegrane na torze Monza oraz Assen. W obydwóch dojechał w czołowej szóstce, plasując się ostatecznie na 20. miejscu.
W sezonie 1978 Włoch wystąpił w trzech wyścigach. Na motocyklu Yamahy zajął drugą lokatę w GP Australii. W klasyfikacji generalnej został usytuowany na 12. pozycji.

### 500 cm³
W 1979 roku Franco zadebiutował w najwyższej kategorii 500 cm³. Przez wszystkie sezony był ścigał się na motocyklu Suzuki. We wszystkich ośmiu wyścigach uplasował się w czołowej siódemce, będąc na najniższym stopniu podium w GP Jugosławii. Ostatecznie zmagania zakończył na 5. lokacie.
W drugim sezonie startów Włoch nie wziął udziału jedynie w GP Francji. Trzykrotnie stanął na podium, a w klasyfikacji generalnej znalazł się na 4. miejscu.
Sezon 1981 był zdecydowanie słabszy w wykonaniu Unciniego. Spośród ośmiu rund, czterokrotnie dojechał w czołowej dziesiątce, najwyżsżą pozycję uzyskując podczas GP Austrii i Szwecji, gdzie zajął siódmą lokatę. Rywalizację ukończył dopiero na 13. pozycji.
Rok 1982 był najlepszym w karierze Włocha, który sięgnął po tytuł mistrzowski, pomimo niewystartowania we wszystkich wyścigach. W trakcie dziewięciu rund, Franco aż ośmiokrotnie stanął na podium, z czego pięć razy na najwyższym stopniu. W GP Narodów uzyskał jedyne pole position w karierze. Kończące sezon GP Wielkiej Brytanii było ostatnią eliminacją, w której Włoch zwyciężył oraz zmieścił się w pierwszej trójce.
W sezonie 1983 Franco nie liczył w walce o mistrzostwo. Przecinając linię mety, za każdym razem znalazł się w czołowej szóstce. Najlepiej spisał się podczas GP Narodów, w który zajął czwarte miejsce. Przeżył chwilę grozy, kiedy to o mało nie stracił życia w wypadku z udziałem Australijczyka Wayne'a Gardnera w GP Holandii. Włoch spadł z motocykla i został uderzony kołem maszyny rywala. Reprezentant Półwyspu Apenińskiego zapadł śpiączkę, z której wybudził się po kilkunastu dniach. W efekcie nie pauzował przez resztę sezonu. W ogólnej punktacji uplasował się na 9. lokacie.
W roku 1984 Uncini wziął udział w ośmiu rundach. W pierwszej dziesiątce zameldował się jednak zaledwie trzykrotnie, natomiast najlepszą pozycję ponownie uzyskał w GP Narodów, gdzie tym razem był piąty. Ostatecznie sezon ukończył na 14. miejscu
Sezon 1985 był ostatnim w karierze Włocha, a zarazem najsłabszym w trakcie startów w pięćsetkach. Wystąpiwszy w aż jedenastu eliminacjach, zaledwie dwukrotnie dojechał na premiowanych punktami pozycjach. Ostatnie punkty osiągnął na torze Monza oraz Misano, w których został sklasyfikowany odpowiednio na dziewiątym i szóstym miejscu. Dorobek punktowy usadowił go na 15. pozycji.

### Statystyki liczbowe
System punktowy od 1969 do 1987:
| Pozycja | 1  | 2  | 3  | 4 | 5 | 6 | 7 | 8 | 9 | 10 |
| Punkty  | 15 | 12 | 10 | 8 | 6 | 5 | 4 | 3 | 2 | 1  |

| Rok  | Klasa   | Zespół          | 1      | 2      | 3      | 4      | 5      | 6      | 7      | 8      | 9      | 10     | 11     | 12    | 13    | Punkty | Pozycja | Zwycięstwa |
| ---- | ------- | --------------- | ------ | ------ | ------ | ------ | ------ | ------ | ------ | ------ | ------ | ------ | ------ | ----- | ----- | ------ | ------- | ---------- |
| 1976 | 250 cm³ | Yamaha          | FRA -  |        | NAT -  | IOM -  | NED 10 | BEL -  | SWE -  | FIN -  | CZE -  | GER -  | ESP -  |       |       | 6      | 21      | 0          |
| 1976 | 350 cm³ | Yamaha          | FRA -  | AUT -  | NAT 2  | IOM -  | NED 6  |        |        | FIN -  | CZE -  | GER -  | ESP 3  |       |       | 27     | 9       | 0          |
| 1977 | 250 cm³ | Harley Davidson | VEN -  | GER 3  | NAT 1  | ESP -  | FRA -  | YUG -  | NED 2  | BEL 7  | SWE -  | FIN 4  | CZE 1  | GBR 4 |       | 72     | 2       | 2          |
| 1977 | 350 cm³ | Harley Davidson | VEN -  | GER -  | NAT 6  | ESP -  | FRA -  | YUG -  | NED 5  |        | SWE -  | FIN -  | CZE -  | GBR - |       | 11     | 20      | 0          |
| 1978 | 250 cm³ | Yamaha          | VEN -  | ESP 3  |        | FRA -  | NAT 3  | NED 4  | BEL 2  | SWE -  | FIN -  | GBR -  | GER -  | CZE 9 | YUG - | 42     | 8       | 0          |
| 1978 | 350 cm³ | Yamaha          | VEN -  |        | AUT 2  | FRA -  | NAT 5  | NED 10 |        | SWE -  | FIN -  | GBR -  | GER -  | CZE - | YUG - | 19     | 12      | 0          |
| 1979 | 500 cm³ | Suzuki          | VEN 4  | AUT 6  | GER 6  | NAT -  | ESP 5  | YUG 3  | NED 6  | BEL -  | SWE -  | FIN -  | GBR 7  | FRA 4 |       | 51     | 5       | 0          |
| 1980 | 500 cm³ | Suzuki          | NAT 2  | ESP 7  | FRA -  | NED 3  | BEL 6  | FIN 3  | GBR 6  | GER 7  |        |        |        |       |       | 50     | 4       | 0          |
| 1981 | 500 cm³ | Suzuki          | AUT 7  | GER 10 | NAT 8  | FRA -  | YUG NC | NED -  | BEL -  | RSM NC | GBR 16 | FIN NC | SWE 7  |       |       | 12     | 13      | 0          |
| 1982 | 500 cm³ | Suzuki          | ARG 4  | AUT 1  | FRA -  | ESP 3  | NAT 1  | NED 1  | BEL 3  | YUG 1  | GBR 1  | SWE -  | RSM -  | GER - |       | 103    | 1       | 5          |
| 1983 | 500 cm³ | Suzuki          | RSA 6  | FRA NC | NAT 4  | GER 5  | ESP 5  | AUT 5  | YUG NC | NED NC | BEL -  | GBR -  | SWE -  | RSM - |       | 31     |         | 0          |
| 1984 | 500 cm³ | Suzuki          | RSA NC | NAT 5  | ESP NC | AUT 11 | GER 6  | FRA -  | YUG -  | NED -  | BEL -  | GBR 11 | SWE NC | RSM 8 |       | 14     | 14      | 0          |
| 1985 | 500 cm³ | Suzuki          | RSA 11 | ESP -  | GER NC | NAT 8  | AUT 13 | YUG NC | NED 13 | BEL 13 | FRA 12 | GBR 18 | SWE 15 | RSM 6 |       | 8      | 15      | 0          |